# Nothofagus alessandrii
Espèce
Classification phylogénétique
Statut de conservation UICN

 EN  : En danger
Nothofagus alessandrii est une espèce de plantes du genre Nothofagus de la famille des Nothofagaceae.